# Liste der Europameister im Vierer-Kunstradfahren
Liste der Europameister im Vierer-Kunstradfahren
Neuauflage der Europameisterschaft ab 2018.
| Jahr | Ort der Europameisterschaft | Gold                                                             | Silber                                                        | Bronze                                                       |
| ---- | --------------------------- | ---------------------------------------------------------------- | ------------------------------------------------------------- | ------------------------------------------------------------ |
| 2018 | Wiesbaden                   | Katharina Gülich / Ramona Ressel / Julia Dörner / Annamaria Milo | Julia Wetzel / Leonie Huber / Lukas Schneider / Lea Schneider | Dora Szabo / Henriett Domin / Panna Mihalics / Eszter Kulich |